# エネイブル
エネイブル（欧字名:Enable、2014年2月12日 - ）はイギリスの競走馬。
3歳時の2017年に凱旋門賞を制すなどこの年だけでGI5勝を挙げ、翌4歳時（2018年）には凱旋門賞の連覇に加え、ブリーダーズカップ・ターフを制し、同一年に凱旋門賞とブリーダーズカップ・ターフを制した初の競走馬となった。2017年と2019年のカルティエ賞年度代表馬。キングジョージ6世&クイーンエリザベスステークス3勝は史上初、凱旋門賞2勝は史上最多タイ。2019年度のワールド・ベスト・レースホース・ランキング世界1位タイ。

## バックグラウンド
エネイブルは2014年生まれのイギリス産サラブレッドで、生産者はジュドモントファーム、馬主はハーリド・ビン・アブドゥッラー。調教師はサフォーク州ニューマーケットを本拠にするジョン・ゴスデン。
エネイブルは2011年にキングジョージ6世&クイーンエリザベスステークス、翌年のエクリプスステークスを制したナサニエルの初年度産駒である。母馬であるConcentricは、フランスではリステッド競走を1つ勝ち、G3のフロール賞（Prix de Flore）で2着した。その全姉にはフリントシャーの母であるDance Routineがいる。

## 戦績
各レースの出典については競走成績の節を参照のこと。

### 2歳時（2016年）
デビュー戦は11月18日の牝馬限定メイデン（未勝利戦）でロバート・ハヴリンを乗せて3と3/4馬身を付けて快勝。2歳時はこの一戦だけだった。

### 3歳時（2017年）
3歳シーズンは鞍上をウィリアム・ビュイックに代えて4月の条件ステークス（1マイル2ハロン）から始動。しかし同厩舎のシャッタースピードから2と3/4馬身を付けられての3着に敗北。続けて5月のチェシャーオークス（リステッド、1マイル3と1/2ハロン）にランフランコ・デットーリを乗せて出走。これ以降のレースは全てデットーリが騎乗している。アメリカ産馬アルリングリィに1と3/4馬身差を付けて勝利。ここから連勝街道が始まる。
6月2日に行われたオークスに2番人気で出走。道中好位追走から直線で抜け出すと、残り2ハロンあたりから1000ギニー2着で1番人気のロードデンドロンとの叩き合いとなり、最後は5馬身差をつけて圧勝、G1初制覇を果たした。
また、続く愛オークスでは、2番手追走から直線に入って先頭に立つとそのまま後続を突き放し、2着のレインゴッデスに5馬身半の差をつけ圧勝した。英愛オークス連覇はスノーフェアリー以来7年ぶり。
次走に関しては未定であったが、後にキングジョージ6世&クイーンエリザベスステークスへの出走が決定。レースでは先行しながら逃げ馬との差を徐々に詰め、直線では迫る後続を突き放し、2着のユリシーズ(Ulysses)に4馬身半の差をつけて完勝した。レース後、管理するJ.ゴスデン調教師は「彼女は、私が調教した中で最高の牝馬だと思う」と述べた。その後、凱旋門賞に向かう前にヨークシャーオークスに出走すると、同厩のコロネット(Coronet)に5馬身差をつけて圧勝した。
エネイブルは予定通り、12万ユーロの追加登録料を払って凱旋門賞(G1)に出走。圧倒的人気で出走すると、早目先頭に立ってそのまま後続を突き放し、2着のクロスオブスターズ(Cloth of Stars)に2馬身半差をつけて完勝、英国調教の3歳牝馬として初の凱旋門賞制覇となった。
この勝利によりこの年のカルティエ賞年度代表馬・同最優秀3歳牝馬を受賞。

### 4歳時（2018年）
翌4歳シーズンは当初5月か6月の復帰を目指していたが、5月の調教中にひざを負傷。復帰は9月のセプテンバーステークス（G3、AW11F219Y）にずれこんだ。このレースではこの年のキングジョージ2着馬クリスタルオーシャンに3馬身半の差を付けて圧勝。
そして連覇を目指し出走した凱旋門賞では道中4番手から直線で抜け出し、道中最後方から追い詰めた愛オークス馬シーオブクラスを僅か短首差に抑えて連覇を達成した。凱旋門賞連覇は史上7頭目、牝馬としては3頭目。
その後、アメリカに遠征しブリーダーズカップ・ターフに出走した。レースでは道中6番手から直線先頭に立ち、2着マジカルを3/4馬身差抑え優勝。凱旋門賞からBCターフの同一年連覇は史上初。

### 5歳時（2019年）
初戦は7月のエクリプスステークスになり、前年のBCターフで2着だったマジカルに3/4馬身差を付けて優勝した。
7月27日のキングジョージ6世&クイーンエリザベスステークス（G1、1マイル3ハロン211ヤード）では序盤から後方を進み、最後の直線に入ると外から一気にスパート、先行していた世界ランク1位のクリスタルオーシャンをクビ差退けて優勝した。最後の直線では2頭がまったく並んでの「一騎打ち
」「火の出るような叩き合い」「ヘビー級ボクサーの足を止めての殴り合い」「大接戦の対決（head-to-head confrontations）」となり、これが最後の直線いっぱいに4、500メートルあまり続いた。残り1ハロンほど（約201メートル）でわずかにエネイブルの勢いが勝り、残り数完歩でエネイブルが前に出て、最後はクビ差でエネイブルが勝利した。
この模様は、「世紀の一戦」と評された1975年のグランディとバスティノのレースを様々なメディアが引き合いにだしつつ、「巨星と巨星の決闘（duel de titans）」、「ゴールの瞬間、毛が逆立つような興奮（at the line it made your hair tingle）」（タイムズ、Brough Scott）、「何十年も語り草になる（be talked of for decades）」「伝説的死闘（epic duel）」（BBC）、「史上最高かつ最も興奮したレースの一つ（one of the greatest and most pulsating races ever seen）」（レーシング・ポスト誌Peter Scargill、レーシング・ポスト誌Robbie Wilders）、「永久に語り継がれる（always linger longest in the memory）」（Racint TV）、「おそらく競馬史上最高の一戦（Perhaps it even was the finest race ever run.）」（ブラッドホース誌）、などと評した。
続くヨークシャーオークスでは好スタートからハナを切るとそのままゴールまで逃げる形になり、前走2着のマジカルに2馬身半差をつけて優勝した。また、この勝利によって当馬は2017年に続く同レース2勝目となった。
そして迎えたフランス凱旋門賞(G1)では史上初の3連覇が期待され、欧州の主要ブックメーカーは軒並み2倍を切るオッズをつけた。当年の凱旋門賞は出走頭数は12頭と数こそ少なかったものの当年のアイリッシュチャンピオンステークス勝ち馬マジカルや前年の凱旋門賞4着で地元フランスのヴァルトガイストなどのこれまでに対戦したG1馬、当年のパリ大賞典を勝ったアイルランドのジャパンや当年のフランスダービー馬ソットサスなどの初対戦となるG1馬、キセキらの日本から参戦したGI馬、チェコから参戦した馬など非常に濃いメンバーとなった。迎えた当日、パリロンシャン競馬場は午前中に雨が降り続き、午後こそ降り止んだもののレースは重の馬場状態で行われる事となった。不確定要素が出てきたものの、やはり2倍を切る圧倒的な単勝1番人気に支持された。そして迎えたレース、まずまずのスタートを見せるとそのまま先団につけて前目を追走、そのままコーナーを通過するとフォルスストレートで日本馬フィエールマンに並ぶ3番手辺りに歩を進めると直線途中で先頭に立ち抜け出しを図った。しかし残り100m付近で外から猛追してきたヴァルトガイストに差し切られて2着に敗れた。エネイブル自身はレース連続12勝、G1レース連続10勝の記録が途切れ、史上初の凱旋門賞3連覇とはならなかった。レース後に鞍上のデットーリ騎手は「状態も良かったし、良く走ってくれたけど、あまりにも馬場が悪過ぎたのが響いた」「もし馬場が良ければ、（ヴァルドガイストより）先にゴールできていたと思います」と悔しい表情で語り、レース終了後の夜に涙を流した事を明かした。
凱旋門賞での敗戦後は5歳での引退かこのまま現役を続行するかの選択に注目が集まっていたが、陣営は6歳シーズンも現役を続行する方針を固めた。

### 6歳時（2020年）
6歳シーズンは7月のエクリプスステークスから始動したが、前年の凱旋門賞で10着のあとG3ドバイミレニアムステークス・G1コロネーションカップを共にレコード勝ちしていたガイヤースから2馬身と4分の1離された2着に完敗した。
続いてキングジョージ6世&クイーンエリザベスステークスに出走したが、登録馬の回避が相次ぎ史上最少頭数の3頭立てでのレースとなった。レースでは、道中2番手で進み、直線では楽な手応えで逃げたソヴリンを差しきり5馬身と2分の1差の完勝。同レース史上初の3勝目となった。
事実上の引退レースとして史上初の3勝目を目指し参戦したG1凱旋門賞では初の着外となる6着に終わり、花道を飾ることは出来なかった。レース後、ゴスデン調教師はこのまま引退させるか、次のレースに参戦させるかはオーナーに相談するとして明言を避けた。10月12日に現役引退を発表、レーシングポストが伝える。結局凱旋門賞がエネイブル最後のレースとなった。ジュドモントファームで繁殖牝馬となる。

## 競走成績
以下の情報は、JRA-VAN及びRacing Postの情報に基づく。
| 出走日         | 競馬場             | 競走名               | 格 | 距離    | 着順 | 騎手         | 着差     | 1着（2着）馬       |
| -------------- | ------------------ | -------------------- | -- | ------- | ---- | ------------ | -------- | ------------------ |
| 2016年11月28日 | ニューキャッスル   | 未勝利               |    | AW8f    | 1着  | R.ハヴリン   | 3馬身3/4 | （Gallifrey）      |
| 2017年04月21日 | ニューベリー       | 条件戦               |    | 芝10f   | 3着  | W.ビュイック | 2馬身3/4 | Shutter Speed      |
| 2017年05月10日 | チェスター         | チェシャーオークス   | L  | 芝11.5f | 1着  | L.デットーリ | 1馬身3/4 | （Alluringly）     |
| 2017年06月02日 | エプソム           | オークスステークス   | G1 | 芝12f   | 1着  | L.デットーリ | 5馬身    | （Rhododendron）   |
| 2017年07月15日 | カラ               | 愛オークス           | G1 | 芝12f   | 1着  | L.デットーリ | 5馬身1/2 | （Rain Goddess）   |
| 2017年07月29日 | アスコット         | KGVI&QES             | G1 | 芝12f   | 1着  | L.デットーリ | 4馬身1/2 | （Ulysses）        |
| 2017年08月24日 | ヨーク             | ヨークシャーオークス | G1 | 芝12f   | 1着  | L.デットーリ | 5馬身    | （Coronet）        |
| 2017年10月01日 | シャンティイ       | 凱旋門賞             | G1 | 芝2400m | 1着  | L.デットーリ | 2馬身1/2 | （Cloth Of Stars） |
| 2018年09月08日 | ケンプトン         | セプテンバーS        | G3 | AW12f   | 1着  | L.デットーリ | 3馬身1/2 | （Crystal Ocean）  |
| 2018年10月07日 | パリロンシャン     | 凱旋門賞             | G1 | 芝2400m | 1着  | L.デットーリ | 短クビ   | （Sea Of Class）   |
| 2018年11月03日 | チャーチルダウンズ | BCターフ             | G1 | 芝12f   | 1着  | L.デットーリ | 3/4馬身  | （Magical）        |
| 2019年07月06日 | サンダウン         | エクリプスS          | G1 | 芝10f   | 1着  | L.デットーリ | 3/4馬身  | （Magical）        |
| 2019年07月27日 | アスコット         | KGVI&QES             | G1 | 芝12f   | 1着  | L.デットーリ | クビ     | （Crystal Ocean）  |
| 2019年08月22日 | ヨーク             | ヨークシャーオークス | G1 | 芝12f   | 1着  | L.デットーリ | 2馬身3/4 | （Magical）        |
| 2019年10月06日 | パリロンシャン     | 凱旋門賞             | G1 | 芝2400m | 2着  | L.デットーリ | 1馬身3/4 | Waldgeist          |
| 2020年07月05日 | サンダウン         | エクリプスS          | G1 | 芝10f   | 2着  | L.デットーリ | 2馬身1/4 | Ghaiyyath          |
| 2020年07月25日 | アスコット         | KGVI&QES             | G1 | 芝12f   | 1着  | L.デットーリ | 5馬身1/2 | （Sovereign）      |
| 2020年09月05日 | ケンプトン         | セプテンバーS        | G3 | AW12f   | 1着  | L.デットーリ | 7馬身    | （Kirstenbosch）   |
| 2020年10月04日 | パリロンシャン     | 凱旋門賞             | G1 | 芝2400m | 6着  | L.デットーリ |          | Sottsass           |

## 繁殖成績
2021年2月14日、繁殖として初年度はKingmanと交配したことが発表された。
2022年2月11日、初子となる牡馬を出産した。
ドバウィとの交配を実施し、2023年3月12日に牝馬が誕生した。
|   | 馬名 | 誕生年 | 毛色 | 父      | 性 | 厩舎 | 馬主 | 戦績 |
| - | ---- | ------ | ---- | ------- | -- | ---- | ---- | ---- |
| 1 | -    | 2022年 |      | Kingman | 牡 |      |      |      |
| 2 | -    | 2023年 |      | Dubawi  | 牝 |      |      |      |

## 血統表
| Enableの血統           | Enableの血統                                         | Enableの血統                                         | （血統表の出典）                                     | （血統表の出典） |
| 父系                   | サドラーズウェルズ系                                 | サドラーズウェルズ系                                 | サドラーズウェルズ系                                 | [ § 2 ]          |
| 父 Nathaniel 鹿毛 2008 | 父の父Galileo 鹿毛 1998                              | Sadler's Wells                                       | Northern Dancer                                      | Northern Dancer  |
| 父 Nathaniel 鹿毛 2008 | 父の父Galileo 鹿毛 1998                              | Sadler's Wells                                       | Fairy Bridge                                         |                  |
| 父 Nathaniel 鹿毛 2008 | 父の父Galileo 鹿毛 1998                              | Urban Sea                                            | Miswaki                                              | Miswaki          |
| 父 Nathaniel 鹿毛 2008 | 父の父Galileo 鹿毛 1998                              | Urban Sea                                            | Allegretta                                           |                  |
| 父 Nathaniel 鹿毛 2008 | 父の母Magnificient Style 鹿毛 1993                   | Silver Hawk                                          | Roberto                                              | Roberto          |
| 父 Nathaniel 鹿毛 2008 | 父の母Magnificient Style 鹿毛 1993                   | Silver Hawk                                          | Gris Vitesse                                         |                  |
| 父 Nathaniel 鹿毛 2008 | 父の母Magnificient Style 鹿毛 1993                   | Mia Karina                                           | Icecapade                                            | Icecapade        |
| 父 Nathaniel 鹿毛 2008 | 父の母Magnificient Style 鹿毛 1993                   | Mia Karina                                           | Basin                                                |                  |
| 母 Concentric 2004     | 母の父Sadler's Wells 鹿毛 1981                       | Northern Dancer                                      | Nearctic                                             | Nearctic         |
| 母 Concentric 2004     | 母の父Sadler's Wells 鹿毛 1981                       | Northern Dancer                                      | Natalma                                              |                  |
| 母 Concentric 2004     | 母の父Sadler's Wells 鹿毛 1981                       | Fairy Bridge                                         | Bold Reason                                          | Bold Reason      |
| 母 Concentric 2004     | 母の父Sadler's Wells 鹿毛 1981                       | Fairy Bridge                                         | Special                                              |                  |
| 母 Concentric 2004     | 母の母Apogee 鹿毛 1990                               | Shirley Heights                                      | Mill Reef                                            | Mill Reef        |
| 母 Concentric 2004     | 母の母Apogee 鹿毛 1990                               | Shirley Heights                                      | Hardiemma                                            |                  |
| 母 Concentric 2004     | 母の母Apogee 鹿毛 1990                               | Bourbon Girl                                         | *イルドブルボン                                      | *イルドブルボン  |
| 母 Concentric 2004     | 母の母Apogee 鹿毛 1990                               | Bourbon Girl                                         | Fleet Girl                                           |                  |
| 母系(F-No.)            | 4号族(FN:4-m)                                        | 4号族(FN:4-m)                                        | 4号族(FN:4-m)                                        |                  |
| 5代内の近親交配        | Sadler's Wells 3×2 Nearctic 5･5×4 Hail to Reason 5×5 | Sadler's Wells 3×2 Nearctic 5･5×4 Hail to Reason 5×5 | Sadler's Wells 3×2 Nearctic 5･5×4 Hail to Reason 5×5 | [ § 3 ]          |
| 出典                   | 1. 2. 3.                                             | 1. 2. 3.                                             | 1. 2. 3.                                             | 1. 2. 3.         |

- 母Concentricは現役時代7戦3勝。Enableのいとこ（母の全姉の仔）にパリ大賞典などG1競走5勝、凱旋門賞2着のFlintshireがいる。

## 馬名
Enableの発音は英語の発音としてはイネイブルに近い。